# Jižní Moluky
Republika Jižní Moluky (Republik Maluku Selatan) je mezinárodně neuznávaný stát, který si nárokuje území zhruba shodné se současnou indonéskou provincií Moluky. Tvoří ho asi sto padesát ostrovů, nejvýznamnější jsou Ambon, Seram a Buru. Exilová vláda sídlí v Nizozemsku a je od roku 1991 členem Organizace nezastoupených států a národů.
Ostrovy byly díky přírodnímu bohatství, především vzácnému koření, cílem koloniální expanze. Nizozemská Východoindická společnost se je snažila ovládnout od 17. století, narážela však na silný odpor místních kmenů (neblaze proslulá se stala genocida na Bandských ostrovech v roce 1621). V době, kdy byly evropské mocnosti zaujaty napoleonskými válkami, vedl velké povstání náčelník Pattimura, teprve po jeho popravě roku 1817 nastala pacifikace oblasti. Na rozdíl od zbytku Nizozemské východní Indie přijala většina místních obyvatel křesťanství kalvínského směru, mnoho moluckých mužů pak sloužilo v koloniální armádě.
Po druhé světové válce, kdy vznikala nezávislá Indonésie, se začali melanéští obyvatelé Moluk obávat nadvlády Javánců a muslimů vůbec. Proto vyhlásili 25. dubna 1950 nezávislost Republiky Jižní Moluky, prezidentem se stal Chris Soumokil. Následovala invaze indonéské armády, která na podzim 1950 obsadila hlavní město Ambon, vláda se přesunula na ostrov Seram. Po dalších bojích byla v říjnu 1952 oficiálně oznámena likvidace jihomoluckého státu. Část jeho příznivců emigrovala do Nizozemska, kde bývalí vojáci dostali občanství, zbytek přešel k partyzánskému boji. Odpor byl definitivně zlomen v roce 1963, kdy byl zajat Soumokil, který byl v roce 1966 popraven. Po jeho smrti byla vyhlášena exilová vláda Jižních Moluk, pod jejímž vedením proběhla v letech 1970 až 1978 série teroristických útoků na indonéské velvyslanectví a další cíle v Nizozemsku. Následné represe ze strany nizozemských úřadů vedly k tomu, že později přešla k nenásilným metodám boje. Exilovým prezidentem je od roku 2010 John Wattilete. Na samotných Molukách došlo k vlně násilností mezi křesťany a muslimy v letech 1999 až 2002, při nichž zahynulo okolo deseti tisíc lidí, ukončila je dohoda uzavřená v únoru 2002 ve městě Malino na Sulawesi, která poskytla Jižním Molukám větší míru autonomie.